# Liste de certifications privées en France
 (juillet 2021).
En France, une certification privée est une marque de certification établie par une organisation privée, qui en détermine le cahier des charges sur un produit ou un service, et en certifie le respect.
Le certificat privé est construit en opposition avec le « label », réservé à une liste des labels et protections officiels décernés par l'État français dans le cadre d'une procédure réglementaire, et publiés au Journal officiel de la République française.

## Liste

### Alimentation
- Bio Cohérence, marque de certification[1].
- Biodyvin, marque de certification délivrée par le syndicat international des vignerons en culture biodynamique[1].
- Demeter (marque de certification)[1], marque de certification.
- Élu Produit de l'Année, marque de certification de l'entreprise « Produit de l’Année France », spécialisée dans l'évaluation de produits de consommation courante par les consommateurs.
- Nature et Progrès, marque de certification de la fédération d'associations de consommateurs[1].
- Saveur de l'année, marque commerciale de l'entreprise Monadia, spécialisée dans l'évaluation des denrées alimentaires par les consommateurs.

### Économie
- Certification B Corp
- Junior-Entreprise, délivré par la Confédération nationale des Junior-Entreprises (CNJE)
- Origine France Garantie, délivré par l’Association Pro France[2]
- Global organic textile standard[1]
- OEKO-TEX[1]
- NF environnement[1]
- Forest Stewardship Council[1]

### Santé, sport et handicap
- Label du Comité national olympique et sportif français Développement durable, le sport s'engage[3].

### Tourisme
- Accueil paysan
- Bistrot de Pays
- France station nautique
- Gîtes de France

- Les plus beaux détours de France
- Les plus beaux villages de France
- Relais routiers[4]
- Pavillon bleu, appellation délivrée par l'association Teragir

- Petites cités de caractère de France
- Station verte et Village de neige
- Village Patrimoine
- Ville à Vélo du Tour de France
- Ville et Métiers d'Art
- Villes et villages fleuris
- Ville Internet